# 寿山公園駅
寿山公園駅（じゅざんこうえんえき）は台湾高雄市鼓山区にある高雄捷運環状軽軌の駅。駅番号はC15。鼓山一路と五福四路の交差点北東側に位置する。

## 歴史
- 2017年2月9日 - 起工[1]。
- 2018年8月22日 - 駅名決定[2][注 1]
- 2021年1月12日 - 開業[5]。

## 駅構造
相対式ホーム2面2線の地上駅。
| 地上                                       |                                             |
| 歩道                                       |                                             |
| 相対式ホーム、右側のドアが開く。簡易改札機 |                                             |
| 外回り・上り                               | ←■環状軽軌 籬仔内・凱旋公園方面（哈瑪星駅） |
| 内回り・下り                               | →■環状軽軌 鼓山区公所方面（文武聖殿駅）→    |
| 相対式ホーム、右側のドアが開く。簡易改札機 |                                             |

## 駅周辺
- 金馬賓館当代美術館（中国語版）（副駅名の由来）
- 高雄州庁（中国語版）跡地
- 寿山国家自然公園（中国語版）（駅名の由来）
- 佛光山寿山寺
- YouBike（高雄市公共自転車（中国語版）鼓山鼓山一路119巷口站

## バス
高雄市公車「軽軌寿山公園站」停留所
| 系統   | 事業者   | 区間                                | 備考                         |
| ------ | -------- | ----------------------------------- | ---------------------------- |
| 50     | 港都客運 | 建軍站（捷運衛武営駅） - 鼓山輪渡站 | [ 6 ]                        |
| 99     | 港都客運 | 香蕉棚 - 慈徳堂                     | [ 7 ]                        |
| 219A/B | 港都客運 | 加昌站 - 捷運塩埕埔駅               | （219B路は加昌站発のみ停車） |

## 隣の駅
高雄捷運
■環状軽軌
哈瑪星駅 C14 - 寿山公園駅 C15 - 文武聖殿駅 C16

### 註釈
1. ↑  計画時の仮称は五福四路で[3]、投票時の候補は寿山公園、五福新楽、寿山だった[4]。